# 圭多·德路易吉
圭多·德路易吉（義大利語：Guido De Luigi，1963年2月17日—），意大利前男子排球运动员。他曾代表意大利国家队参加1984年夏季奥林匹克运动会排球比赛，结果收获一枚铜牌。